# Болохівський рух
Боло́хівський рух — повстання народу проти свавілля та дружинницького ладу з боку руських князівств в XIII ст.
Був поширений на межі кордонів великих південно-західних князівств — Київського та Галицько-Волинського. Цей рух підтримували монголи, бо в їх інтереси входило розрізнення руських земель для легкого подальшого їхнього завоювання.